# رودی کارل
رودی کارل (هلندی: Rudi Carrell؛ ۱۹ دسامبر ۱۹۳۴ – ۷ ژوئیهٔ ۲۰۰۶) یک خواننده، مجری تلویزیون، تهیه‌کننده فیلم، کارگردان فیلم، و فیلم‌نامه‌نویس اهل پادشاهی هلند بود. وی یکی از موفق‌ترین هنرمندان هلندی فعال در کشور آلمان بود.
یکی از طرح‌های او در سال ۱۹۸۷ باعث تنش سیاسی میان نظام جمهوری اسلامی ایران و دولت آلمان غربی شد. در آن کاریکاتور زنان محجبه‌ای در حال پرت کردن شورت‌های خود به سمت کسی بودند که در ظاهر شبیه سید روح‌الله خمینی به‌تصور کشیده شده بود. دولت ایران بلافاصله دو دیپلمات آلمانی را اخراج نمود و انستیتو گوته در تهران را به‌طور دائمی (در آن زمان) تعطیل کرد.
وی همچنین برندهٔ جوایزی همچون گلدن کمرا شده‌است.